# Josuha Guilavogui
Josuha Guilavogui, né le 19 septembre 1990 à Ollioules (Var), est un footballeur international français qui évolue au poste de milieu de terrain à Leeds United.
Josuha Guilavogui est formé à l'AS Saint-Étienne où il passe quatre saisons en professionnel et remporte son premier titre, une Coupe de la Ligue. Il quitte son club formateur en 2016 pour rejoindre l'Atlético Madrid où il ne joue que très peu mais remporte le titre de champion d'Espagne. C'est en Allemagne qu'il retrouve du temps de jeu avec le VfL Wolsbourg où il joue plus de deux-cent-cinquante matchs en neufs ans avant de rejoindre le FSV Mayence puis Leeds United avec qui il est champion de Championship en 2025.
Il est sélectionné en équipe de France entre 2013 et 2015 et compte sept sélections.
Son frère cadet, Morgan Guilavogui, est un footballeur international guinéen.

## Biographie

### Carrière en club

#### AS Saint-Étienne (2005-2013)
Josuha Guilavogui est né le 19 septembre 1990 à Ollioules, de parents guinéens originaires de Macenta en Guinée forestière.
Il grandit dans le Var, fréquentant la même école primaire que Bafétimbi Gomis.
Son premier club est l'USAM Toulon Marines. Il est ensuite formé au Sporting Club de Toulon. Il fait partie de la sélection des 14 ans du district du Var en 2005 (joueurs nés en 1990), aux côtés de Benjamin André. Avec cette sélection il remporte en février 2005 le tournoi inter-districts de la Ligue de la Méditerranée. Il rejoint en 2005 l'AS Saint-Étienne à l'âge de quinze ans, où Gomis devient comme un « grand frère » pour Guilavogui, l'aidant et l'encadrant lors de ses premiers pas à Saint-Étienne. Josuha Guilavogui est alors considéré comme l'un des grands espoirs du football français, étant appelé successivement en équipe de France des moins de 18 ans puis en équipe de France des moins de 19 ans. Dans le même temps, il réussit à obtenir son baccalauréat mention bien.
Josuha Guilavogui dispute son premier match avec l'équipe professionnelle le 3 janvier 2009 lors des 32e de finale de la coupe de France face aux Girondins de Bordeaux, match remporté 1-0 par l'AS Saint-Étienne. Il joue son premier match en Ligue 1 le 10 avril 2010 face au FC Sochaux, lors duquel « les Verts » l'emportent sur le score de 2-0. À la suite de ces bonnes performances, il est sélectionné en équipe de France espoirs. Le 29 mai 2011, il marque le premier but de sa carrière professionnelle contre le PSG dans une rencontre qui se solde par un match nul, 1-1.

#### Atlético de Madrid (2013-2014)
Le 2 septembre 2013, Josuha Guilavogui signe un contrat de cinq ans avec l'Atlético de Madrid. Le montant du transfert est de 10 millions d'euros.
Après six mois passés en Espagne et très peu de matchs joués, il revient à l'AS Saint-Étienne sous forme d'un prêt de six mois le 31 janvier 2014. Il confirme ses bonnes dispositions lors de la deuxième partie de saison. Malheureusement, le 24 avril 2014, le club annonce que le milieu de terrain stéphanois souffre d’une lésion musculaire au niveau de l’ischio-jambier droit. Cette blessure met fin à sa saison et rend ses chances très incertaines d'être appelé par Didier Deschamps en vue du Mondial 2014 auquel il ne participera finalement pas.

#### VfL Wolfsburg (2014-2023)
Le 8 août 2014, l'Atlético de Madrid le prête pour une durée de deux ans au club allemand du VfL Wolfsburg. Le 11 avril 2015, il inscrit son premier but en Bundesliga lors de la 28e journée face à Hambourg SV pour une victoire, 2-0. Il rejoint définitivement les « Wölfe » (Loups) pour un montant de trois millions d'euros le 18 mai 2016.
Lors de la saison 2018-2019, il est promu capitaine de son équipe et dispute la première journée de Bundesliga lors du match face à Schalke 04 (2-1) mais se blesse. Éloigné des terrains durant plusieurs mois, il fait son retour en novembre 2018. Lors de la 17e journée, Wolfsburg se déplaçait à la WWK Arena le 23 décembre 2018 pour y affronter le FC Augsbourg. Pendant ce match, Guilavogui marque de la tête et son équipe s'impose en fin de partie sur le score de 3 buts à 2.
Titulaire indiscutable, il prolonge en 2019 son contrat à Wolfsburg jusqu’en 2023. Il demeure par ailleurs un joueur engagé dans la vie sociale de son club,.

#### Prêt aux Girondins de Bordeaux (2022)
Le 30 janvier 2022, il est prêté avec option d'achat aux Girondins de Bordeaux jusqu'à la fin de la saison.

#### Mayence (2023-2024)
Alors qu'il est libre depuis la fin de son contrat avec le VfL Wolfsburg, il rebondit officiellement sous les couleurs de Mayence. Le 25 septembre 2023, l'international français s'est engagé avec le club allemand, avec un contrat d'un an, avec une année supplémentaire en option. En fin de saison, les dirigeants décident de ne pas le conserver et le libère de tout contrat.

### En sélection

#### Espoirs (2011-2012)
Josuha dispute son premier match avec les Espoirs le 8 février 2011 face à la Slovaquie lors de la victoire 3-1 des Bleuets. Il côtoie plusieurs de ses coéquipiers puisque ce soir là, Loris Néry fête également sa première sélection et Emmanuel Rivière est titulaire à la pointe de l'attaque. Il porte le brassard de capitaine à plusieurs reprises avec les Bleuets.

#### Équipe nationale (2013-2015)

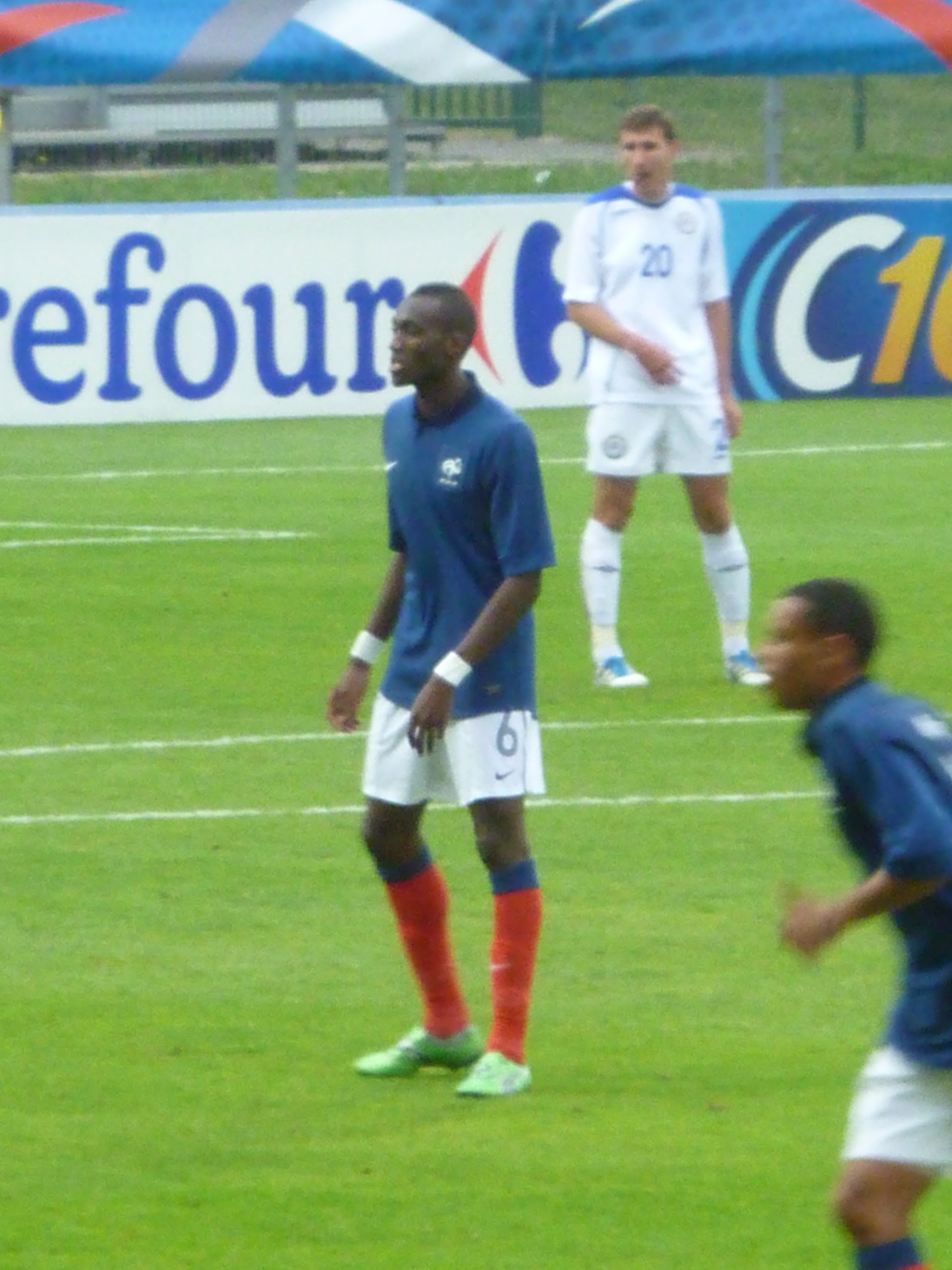
Guilavogui en équipe de France.

D'origine guinéenne mais né en France (tout comme sa mère), Josuha Guilavogui pouvait jouer pour la sélection guinéenne. Début 2013, il est sollicité de manière répétée par celle-ci mais se donne un temps de réflexion.
Finalement, le 16 mai 2013, il répond favorablement à une convocation de Didier Deschamps pour la tournée en Amérique du Sud de l'équipe de France contre l'Uruguay (5 juin) et le Brésil (9 juin). Lors du premier match face à l'Uruguay, il entre en jeu en remplaçant Étienne Capoue. Puis il est titulaire lors du second match contre le Brésil.
Le 8 août 2013, il est de nouveau sur la liste des joueurs convoqués par le sélectionneur de l'équipe de France pour le match amical contre la Belgique qui a lieu le 14 août et participe à l'intégralité de la rencontre.
En 2015, à la suite de la blessure de Maxime Gonalons, Guilavogui est convoqué par Didier Deschamps pour les confrontations face au Brésil et au Danemark. Il n'est plus rappelé depuis ce rassemblement. Il compte au total sept sélections en équipe de France.

## Statistiques

### En club
| Saison                | Club                         | Championnat           | Championnat | Championnat | Coupe nationale | Coupe nationale | Coupe de la Ligue | Coupe de la Ligue | Supercoupe | Supercoupe | Compétition(s) continentale(s) | Compétition(s) continentale(s) | Compétition(s) continentale(s) | Total | Total |
| Saison                | Club                         | Division              | M.          | B.          | M.              | B.              | M.                | B.                | M.         | B.         | Comp.                          | M.                             | B.                             | M.    | B.    |
| 2008-2009             | AS Saint-Étienne             | Ligue 1               | -           | -           | 1               | 0               | -                 | -                 | -          | -          | -                              | -                              | -                              | 1     | 0     |
| 2009-2010             | AS Saint-Étienne             | Ligue 1               | 2           | 0           | 1               | 0               | -                 | -                 | -          | -          | -                              | -                              | -                              | 3     | 0     |
| 2010-2011             | AS Saint-Étienne             | Ligue 1               | 22          | 1           | -               | -               | 2                 | 0                 | -          | -          | -                              | -                              | -                              | 24    | 1     |
| 2011-2012             | AS Saint-Étienne             | Ligue 1               | 32          | 2           | 1               | 1               | 1                 | 0                 | -          | -          | -                              | -                              | -                              | 34    | 3     |
| 2012-2013             | AS Saint-Étienne             | Ligue 1               | 38          | 3           | 3               | 2               | 4                 | 0                 | -          | -          | -                              | -                              | -                              | 45    | 5     |
| 2013-2014             | AS Saint-Étienne             | Ligue 1               | 2           | 0           | -               | -               | -                 | -                 | -          | -          | C3                             | 4                              | 0                              | 6     | 0     |
| Sous-total            | Sous-total                   | Sous-total            | 96          | 6           | 6               | 3               | 7                 | 0                 | -          | -          | -                              | 4                              | 0                              | 113   | 9     |
| 2013-2014             | Atlético de Madrid           | Liga                  | 1           | 0           | 4               | 0               | -                 | -                 | -          | -          | C1                             | 2                              | 0                              | 7     | 0     |
| 2013-2014             | AS Saint-Étienne (prêt)      | Ligue 1               | 7           | 0           | -               | -               | -                 | -                 | -          | -          | -                              | -                              | -                              | 7     | 0     |
| 2014-2015             | VfL Wolfsburg (prêt)         | Bundesliga            | 27          | 1           | 5               | 0               | -                 | -                 | -          | -          | C3                             | 10                             | 1                              | 42    | 2     |
| 2015-2016             | VfL Wolfsburg (prêt)         | Bundesliga            | 30          | 2           | 2               | 0               | -                 | -                 | 1          | 0          | C1                             | 9                              | 0                              | 42    | 2     |
| 2016-2017             | VfL Wolfsburg                | Bundesliga            | 19+2        | 0+0         | -               | -               | -                 | -                 | -          | -          | -                              | -                              | -                              | 21    | 0     |
| 2017-2018             | VfL Wolfsburg                | Bundesliga            | 29+2        | 3+0         | 4               | 0               | -                 | -                 | -          | -          | -                              | -                              | -                              | 35    | 3     |
| 2018-2019             | VfL Wolfsburg                | Bundesliga            | 19          | 2           | 1               | 0               | -                 | -                 | -          | -          | -                              | -                              | -                              | 20    | 2     |
| 2019-2020             | VfL Wolfsburg                | Bundesliga            | 25          | 0           | 1               | 0               | -                 | -                 | -          | -          | C3                             | 6                              | 0                              | 32    | 0     |
| 2020-2021             | VfL Wolfsburg                | Bundesliga            | 20          | 0           | 3               | 1               | -                 | -                 | -          | -          | C3                             | 3                              | 1                              | 26    | 2     |
| 2021-2022             | VfL Wolfsburg                | Bundesliga            | 15          | 0           | 1               | 0               | -                 | -                 | -          | -          | C1                             | 5                              | 0                              | 21    | 0     |
| 2022-2023             | VfL Wolfsburg                | Bundesliga            | 23          | 1           | 3               | 0               | -                 | -                 | -          | -          | -                              | -                              | -                              | 26    | 1     |
| Sous-total            | Sous-total                   | Sous-total            | 211         | 7           | 20              | 1               | -                 | -                 | 1          | 0          | -                              | 33                             | 2                              | 265   | 10    |
| 2021-2022             | Girondins de Bordeaux (prêt) | Ligue 1               | 15          | 1           | -               | -               | -                 | -                 | -          | -          | -                              | -                              | -                              | 15    | 1     |
| 2023-2024             | FSV Mayence                  | Bundesliga            | 11          | 0           | 1               | 0               | -                 | -                 | -          | -          | -                              | -                              | -                              | 12    | 0     |
| 2024-2025             | Leeds United                 | Championship          | 16          | 0           | 2               | 0               | -                 | -                 | -          | -          | -                              | -                              | -                              | 18    | 0     |
| Total sur la carrière | Total sur la carrière        | Total sur la carrière | 357         | 16          | 33              | 4               | 7                 | 0                 | 1          | 0          | -                              | 39                             | 2                              | 437   | 22    |

### En sélection nationale
| Saison                | Sélection             | Phases finales        | Phases finales | Phases finales | Phases finales | Éliminatoires | Éliminatoires | Éliminatoires | Matchs amicaux | Matchs amicaux | Matchs amicaux | Total | Total | Total |
| Saison                | Sélection             | Compétition           | M              | B              | Pd             | M             | B             | Pd            | M              | B              | Pd             | M     | B     | Pd    |
| --------------------- | --------------------- | --------------------- | -------------- | -------------- | -------------- | ------------- | ------------- | ------------- | -------------- | -------------- | -------------- | ----- | ----- | ----- |
| 2012-2013             | France                | -                     | -              | -              | -              | -             | -             | -             | 2              | 0              | 0              | 2     | 0     | 0     |
| 2013-2014             | France                | -                     | -              | -              | -              | 2             | 0             | 0             | 1              | 0              | 0              | 3     | 0     | 0     |
| 2014-2015             | France                | -                     | -              | -              | -              | -             | -             | -             | 2              | 0              | 0              | 2     | 0     | 0     |
| Total sur la carrière | Total sur la carrière | Total sur la carrière | -              | -              | -              | 2             | 0             | 0             | 5              | 0              | 0              | 7     | 0     | 0     |

## Palmarès
| AS Saint-Étienne (1)                         | Atlético de Madrid (1)                      | VfL Wolfsburg (2) | Leeds United (1)                   |
| -------------------------------------------- | ------------------------------------------- | --- | ---------------------------------- |
| - Coupe de la Ligue (1) : - Vainqueur : 2013 | - Championnat d'Espagne : - Champion : 2014 | - Championnat d'Allemagne : - Vice-champion : 2015 - Coupe d'Allemagne : - Vainqueur : 2015 - Supercoupe d'Allemagne : - Vainqueur : 2015 | - Championship : - Champion : 2025 |